# 5 O’Clock
„5 O’Clock” – utwór amerykańskiego piosenkarza T-Paina z gościnnym udziałem rapera Wiz Khalify oraz brytyjskiej piosenkarki Lily Allen. Utwór został wydany 27 września 2011 roku jako drugi singel T-Paina z jego czwartego albumu studyjnego zatytułowanego RevolveЯ. Singel dotarł do 10. miejsca na liście Billboard Hot 100, stając się tym samym pierwszym singlem w karierze Lily Allen w pierwszej dziesiątce tego notowania.

## Tło
Utwór posiada sample singla „Who'd Have Known” Lily Allen z jej drugiego albumu It's Not Me, It's You. „5 O’Clock” został wydany 27 września 2011 roku do amerykańskiego radia CHR. Singel był ostatnim utworem T-Paina wydanym przez wytwórnię Jive Records. W Wielkiej Brytanii utwór został wydany 4 grudnia.

## Teledysk
Do singla nakręcono także teledysk, którego reżyserią zajął się T-Pain wraz z Erikiem White. Teledysk kręcono w holenderskiej dzielnicy De Wallen. Lily Allen nie wzięła udziału w teledysku ze względu na swój ciężarny stan. Sama wybrała natomiast swojego sobowtóra.

## Notowania
| Lista (2011-12)                         | Najwyższa pozycja |
| --------------------------------------- | ----------------- |
| Australia (Top 50 Singles)              | 29                |
| Belgia (Flandria) (Ultratop 50 Singles) | 5                 |
| Belgia (Wallonia) (Ultratop 50 Singles) | 33                |
| Kanada (Canadian Hot 100)               | 15                |
| Francja (Top 200 Singles)               | 90                |
| Niemcy (Top 100 Singles)                | 91                |
| Nowa Zelandia (Top 40 Singles)          | 27                |
| Szwajcaria (Singles Top 100)            | 47                |
| Wielka Brytania (Top 40 R&B Singles)    | 3                 |
| Wielka Brytania (Singles Top 100)       | 6                 |
| US Billboard Hot 100                    | 10                |
| US Hot R&B/Hip-Hop Songs (Billboard)    | 9                 |
| US Pop Songs (Billboard)                | 10                |
| US Adult Pop Songs (Billboard)          | 40                |